# Lerma Gabito
Lerma Elmira Bulauitan Gabito (Peñablanca, 17 ottobre 1974) è un'ex lunghista e velocista filippina, vincitrice di numerose medaglie nelle competizioni del continente asiatico. Ha rappresentato le Filippine in due edizioni dei Giochi olimpici a Sydney 2000, in una gara di velocità, e a Atene 2004, nel salto in lungo.

## Biografia
Balauitan inizia la sua carriera nell'atletica leggera già durante gli anni scolastici, prende parte alla prima competizione internazionale nel 1997, vincendo una medaglia di bronzo. Continuerà la sua carriera dovendosi spesso confrontare con la connazionale Elma Muros.
Nella sua carriera ha preso parte a due edizioni dei Giochi olimpici e due edizioni dei Mondiali.
Si è ritirata nel 2006 per proseguire nello sport come allenatrice della staffetta maschile e della lunghista Katherine Kay Santos fino al suo ritiro nel 2017.

## Palmarès
| Anno | Manifestazione              | Sede                | Evento         | Risultato | Prestazione | Note |
| ---- | --------------------------- | ------------------- | -------------- | --------- | ----------- | ---- |
| 1997 | Giochi del Sud-est asiatico | Giacarta            | Salto in lungo | Bronzo    | 6,26 m      |      |
| 1999 | Giochi del Sud-est asiatico | Bandar Seri Begawan | Salto in lungo | Bronzo    | 6,27 m      |      |
| 2000 | Campionati asiatici         | Giacarta            | Salto in lungo | 4ª        | 6,36 m      |      |
| 2000 | Giochi olimpici             | Sydney              | 100 m piani    | Batteria  | 12"08       |      |
| 2001 | Mondiali                    | Edmonton            | 100 m piani    | Batteria  | 11"87       |      |
| 2001 | Giochi del Sud-est asiatico | Kuala Lumpur        | 100 m piani    | Bronzo    | 11"74       |      |
| 2001 | Giochi del Sud-est asiatico | Kuala Lumpur        | Salto in lungo | Argento   | 6,43 m      |      |
| 2002 | Campionati asiatici         | Colombo             | Salto in lungo | Argento   | 6,40 m      |      |
| 2002 | Giochi asiatici             | Pusan               | Salto in lungo | 4ª        | 6,30 m      |      |
| 2003 | Mondiali                    | Saint-Denis         | 100 m piani    | Batteria  | 11"99       |      |
| 2003 | Campionati asiatici         | Manila              | Salto in lungo | Bronzo    | 6,50 m      |      |
| 2003 | Giochi afro-asiatici        | Hyderabad           | Salto in lungo | Argento   | 6,30 m      |      |
| 2003 | Giochi del Sud-est asiatico | Hanoi               | 100 m piani    | 4ª        | 11"65       |      |
| 2003 | Giochi del Sud-est asiatico | Hanoi               | Salto in lungo | Oro       | 6,21 m      |      |
| 2004 | Giochi olimpici             | Atene               | Salto in lungo | 33ª (q)   | 6,31 m      |      |
| 2005 | Campionati asiatici         | Incheon             | Salto in lungo | 6ª        | 6,40 m      |      |
| 2005 | Giochi del Sud-est asiatico | Manila              | 100 m piani    | 5ª        | 11"72       |      |
| 2005 | Giochi del Sud-est asiatico | Manila              | Salto in lungo | Argento   | 6,45 m      |      |
| 2006 | Giochi asiatici             | Doha                | Salto in lungo | 12ª       | 5,71 m      |      |